# Gregory Richardson
Gregory Richardson (Georgetown, 16 de junio de 1982) es un futbolista de Guyana que juega como delantero. Su equipo actual es el Alpha United FC de la GFF Superliga. Es considerado como uno de los mejores jugadores en la historia de Guyana.

## Trayectoria
Debutó con 19 años para el FC Georgetown. Estuvo allí hasta mediados del 2003, cuando se fue a jugar para el Camptown de la misma ciudad. Un año después, jugó para el Beacon, en el que estuvo por un corto periodo, ya que a inicios del 2005 fichó por el Pele. También estuvo muy poco tiempo, ya que se le presentó su primera oportunidad de jugar en el extranjero, precisamente para jugar por el Notre Dame Bayville de Barbados, permaneciendo hasta el año siguiente. En el 2007, llegó a Trinidad y Tobago para jugar por el Joe Public, permaneciendo hasta mayo del 2008, cuando regresó a Guyana para jugar por el Pele.
En el 2009 recaló en el fútbol de los Estados Unidos, jugando primero para el Colorado Rapids, luego para el Carolina RailHawks (2009-2010) y después para el Puerto Rico Islanders a partir del 2011.

## Selección nacional
Jugó su primer partido con la selección de fútbol de Guyana el 27 de marzo de 2002 frente a Belice en un amistoso jugado en el país centroamericano.
Su primer gol con los Golden Jaguars se produjo el 15 de febrero de 2004 en un amistoso contra Barbados, que concluyó con victoria 0-2.
Ha participado en 3 ediciones de la Copa del Caribe: 2007, 2008 y 2012. Fue en la primera donde destacó, al anotar 5 goles en 9 partidos jugados. En la del 2012, anotó 3 goles en igual cantidad de partidos jugados en la primera fase, pero desistió de participar en la segunda fase por desacuerdos con la federación.
Asimismo, participó en las eliminatorias para la Copa Mundial de Fútbol de 2006, 2010 y de 2014. En esta última ofreció grandes actuaciones, como al forzar el autogol de Héctor Moreno en la derrota de su selección 3-1 contra México en dicho país, y en los dos partidos ante El Salvador: primero, en el Estadio Cuscatlán, se lució con dos asistencias para los goles de Trayon Bobb en el empate 2-2 y en Georgetown anotó el primer gol a los 51 segundos, pero al final Guyana perdió 2-3.
Ha anotado 14 goles en 41 partidos jugados.

## Clubes
| Club                  | País              | Año         |
| --------------------- | ----------------- | ----------- |
| FC Georgetown         | Guyana            | 2001 - 2003 |
| Camptown FC           | Guyana            | 2003 - 2004 |
| Beacon FC             | Guyana            | 2004        |
| Pele FC               | Guyana            | 2005        |
| Notre Dame Bayville   | Barbados          | 2005 - 2006 |
| Joe Public FC         | Trinidad y Tobago | 2007 - 2008 |
| Colorado Rapids       | Estados Unidos    | 2009        |
| Carolina RailHawks    | Estados Unidos    | 2009 - 2010 |
| Puerto Rico Islanders | Puerto Rico       | 2011 - 2013 |
| Alpha United FC       | Guyana            | 2013 - 2015 |
| Pele FC               | Guyana            | 2015 - 2018 |
| Fruta Conquerors      | Guyana            | 2018 -      |